# Ploumilliau
Ploumilliau (en bretó Plouilio) és un municipi francès, situat a la regió de Bretanya, al departament de Costes del Nord. L'any 2006 tenia 2.449 habitants. El 12 de desembre de 2006 el consell municipal va aprovar la carta Ya d'ar brezhoneg.

## Demografia
| 1962                                       | 1968  | 1975  | 1982  | 1990  | 1999  |
| ------------------------------------------ | ----- | ----- | ----- | ----- | ----- |
| 2.794                                      | 2.912 | 3.018 | 3.222 | 3.237 | 3.415 |
| Des de 1962: població sense dobles comptes |       |       |       |       |       |

## Administració
| Període   | Identitat        | Partit |
| --------- | ---------------- | ------ |
| 2001-2008 | Denise Grandjean |        |
| 2008-     | Marcel Prat      |        |